# Maximka
Pour plus de détails, voir Fiche technique et Distribution.
Maximka (en russe : Максимка)  est un film soviétique réalisé par Vladimir Braun, sorti en 1952. C'est une adaptation de la nouvelle éponyme de Constantin Stanioukovitch. 

## Synopsis
En 1864, la corvette russe Bogatyr rencontre dans les eaux de l'océan Atlantique un navire négrier américain. Deux jours plus tard, après une tempête, les marins du Bogatyr trouvent l'épave du même navire avec un seul survivant à bord, un petit garçon noir. Surnommé Maximka par les marins, ce dernier devient le chouchou de tout l'équipage avec lequel il partagera de nombreuses aventures.

## Fiche technique
- Titre français : Maximka
- Réalisation : Vladimir Braun
- Scénario : Grigori Koltounov
- Photographie : Alexeï Michourine
- Musique : Igor Shamo
- Production : Studio Dovjenko
- Pays d'origine : URSS
- Genre : Film d'aventures
- Date de sortie : 1952

## Distribution
- Boris Andreïev : Loutchkine, un matelot
- Nikolaï Krioutchkov : Taras Matveïtch, le bosco
- Tolia Bovykine : Maximka
- Sergueï Kourilov : capitaine de corvette Nikolaï Fedorovitch
- Stepan Kaïoukov : officier Vassili Andreïevitch
- Viatcheslav Tikhonov : lieutenant Alexandre Gorelov
- Vladimir Balachov : lieutenant Arkadi Tchebykine
- Mark Bernes : le médecin de bord
- Piotr Sobolevski : Ivanitch, le navigateur
- Mikhaïl Pougovkine : Artioukhov, un matelot
- Mikhaïl Astangov : le capitaine du Betsy

## Dans la culture
La sculpture Maximka est située au centre de la ville de Touapsé, à l'entrée du palais de la culture des marins, elle représente le jeune garçon et le marin sous les traits de Boris Andreïev.